# Yiting (köpinghuvudort i Kina, Zhejiang Sheng, lat 29,24, long 119,96)
Yiting (kinesiska: 义亭镇) är en köpinghuvudort i Kina. Den ligger i provinsen Zhejiang, i den östra delen av landet, omkring 110 kilometer söder om provinshuvudstaden Hangzhou. Antalet invånare är 50 665. Befolkningen består av 24 527 kvinnor och 26 138 män. Barn under 15 år utgör 14,0 %, vuxna 15-64 år 73 %, och äldre över 65 år 11,0 %.
Runt Yiting är det tätbefolkat, med 762 invånare per kvadratkilometer. Närmaste större samhälle är Yiwu, 14,2 km nordost om Yiting. Trakten runt Yiting består till största delen av jordbruksmark.
Genomsnittlig årsnederbörd är 2 143 millimeter. Den regnigaste månaden är juni, med i genomsnitt 396 mm nederbörd, och den torraste är januari, med 70 mm nederbörd.